# Lilla Frö
Lilla Frö är en ort i Mörbylånga kommun i Kalmar län, belägen i Resmo socken på västra Öland cirka fem kilometer norr om centralorten Mörbylånga.
Lilla Frö är en av de bäst bevarade radbyarna på Öland med flera välbevarade gårdar. Flertalet manbyggnader är tvåvåningshus av parstugutyp, uppförda kring 1800-talets mitt. Även envåningsbyggnader förekommer, varav ett par under brutet tak. Ladulängorna av kalksten och trä är helt sammanbyggda mot bygatan. Söder om byn ligger några magasinsbyggnader, bland annat en som är flyttad från torget i Mörbylånga, samt en stubbkvarn.
Namnet antas gå tillbaka på asaguden Frej.